# Breitenstein (Esthal)
Breitenstein im Elmsteiner Tal ist ein Weiler, der zur Ortsgemeinde Esthal im rheinland-pfälzischen Landkreis Bad Dürkheim gehört.

## Geographie

### Lage
Breitenstein liegt mitten im Pfälzerwald im südlichen Bereich der Gemeinde Esthal auf etwa 200 m ü. NHN.

### Gewässer
Der Weiler wird vom Speyerbach durchflossen, dem stärksten linken Zufluss des Rheins in der Pfalz. In den Speyerbach münden auf Höhe des Weilers erst von rechts der Argenbach und danach von links der Breitenbach.

### Erhebungen
Beim Weiler wird das Speyerbachtal links, im Norden, durch das Massiv des Gleisbergs (471,2 m) begrenzt, hinter dem der Hauptort Esthal liegt. Südlich von Breitenstein schließt der etwa 489 m hohe Kanzelkopf das Speyerbachtal nach rechts ab.

### Umgebung
Im Norden liegt Esthal, nordöstlich befinden sich die weiteren Esthaler Ortsteile, am Speyerbach abwärts zunächst Erfenstein, dann Sattelmühle. Am Speyerbach aufwärts im Westen erstreckt sich die Ortsgemeinde Elmstein mit ihren Ortsteilen. Südlich grenzen die Waldgemarkungen von Lachen-Speyerdorf (heute Neustadt an der Weinstraße) und Kirrweiler an.

## Geschichte
Im Mittelalter lag Breitenstein an der Nordroute der Pfälzer Jakobswege. Der Ort erhielt 1909 mit der Eröffnung des Kuckucksbähnels Anschluss an das Eisenbahnnetz. Bereits 1960 wurde der Personenverkehr, der wegen der dünnen Besiedlung des Speyerbachtals stets eine untergeordnete Rolle gespielt hatte, eingestellt, Ende der 1970er Jahre ebenso der Güterverkehr. Seit 1984 dienen die Dampflokomotiven und historischen Waggons auf der wieder aktivierten Strecke als Museumseisenbahn Kuckucksbähnel dem Ausflugsverkehr.

## Sehenswürdigkeiten
Markantestes Bauwerk vor Ort ist die Burg Breitenstein, die in 220 m Höhe über dem linken Speyerbachufer liegt. Erbaut etwa 1246, wurde sie während der Weißenburger Fehde 1470/71 zwischen dem pfälzischen Kurfürsten Friedrich I. und seinem Vetter Ludwig I., dem Herzog von Pfalz-Zweibrücken, zerstört und ist seitdem Ruine. Am Wanderweg zur Burg neben der L499 befindet sich Ritterstein 113 "R. Breitenstein 500 Schr.". Technische Kulturdenkmäler sind zwei Stauwehre am Speyerbach zum Zwecke der Wiesenbewässerung und der Holztrift sowie die Triftanlagen am Breitenbach. An der Mündung des Argenbachs, rechts des Speyerbachs, liegt das ehemalige Forsthaus Breitenstein, das sich allerdings bereits auf der Waldgemarkung der Gemeinde Kirrweiler befindet.

## Infrastruktur

### Wirtschaft

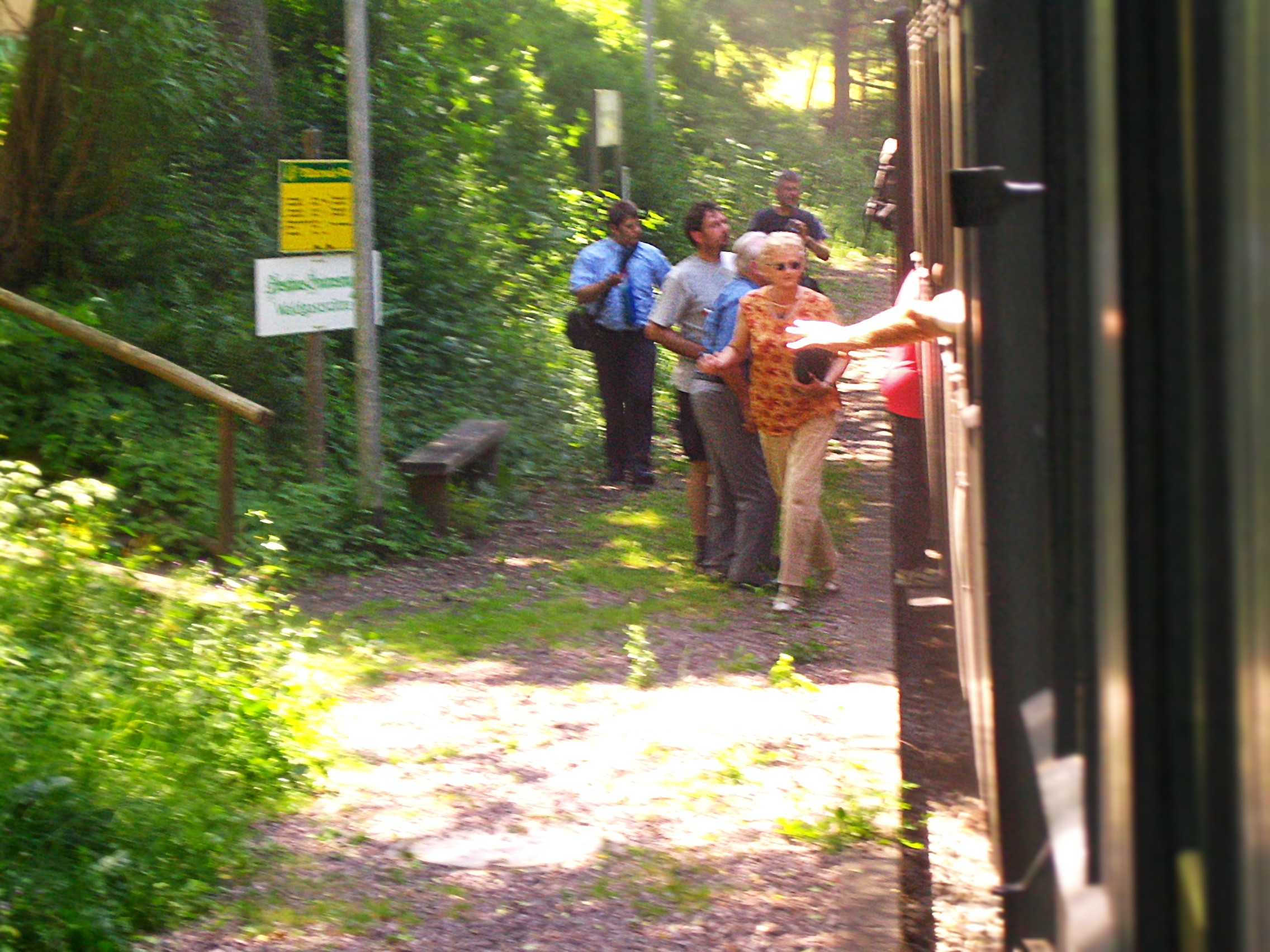
Kuckucksbähnel: Haltepunkt Breitenstein

Als Wirtschaftsunternehmen ansässig war ein Sägewerk, das zuletzt von der Säge- und Hobelwerk Fath GmbH & Co. KG betrieben wurde, das aus einer mittelalterlichen Sägemühle hervorgegangen war und hauptsächlich Bauholzteile fertigte. Die Liquidation des Unternehmens Fath erfolgte am 10. November 2008. Beim Ort, jedoch jenseits der Esthaler Gemarkungsgrenze auf Kirrweiler Gemarkung gelegen,  wird im ehemaligen Forsthaus Breitenstein eine Waldgaststätte betrieben.

### Verkehr und Tourismus
Breitenstein bildet den nordwestlichen Endpunkt der Totenkopfstraße (Landesstraße 514), die ihren südöstlichen Ausgangspunkt bei Sankt Martin hat. Die wichtigere Verbindung für den Kraftverkehr ist allerdings die Landesstraße 499, die im Elmsteiner Tal hinab zur B 39 (Frankenstein–Neustadt an der Weinstraße) führt. Der Hauptort Esthal wird bei Frankeneck abzweigend von der L 499 über die Kreisstraße 23 erreicht. Breitenstein verfügt über eine Haltestelle der Buslinie 517 (Neustadt–Iggelbach).
Mountainbiker erreichen die Ansiedlung über die Tour 5, Wanderer können den Drei-Burgen-Rundweg mit den Ruinen Breitenstein, Erfenstein und Spangenberg begehen. Verschiedene Wanderwege des Pfälzerwald-Vereins passieren den Ort.
Der Haltepunkt Breitenstein an der Strecke des Kuckucksbähnels (Lambrecht–Elmstein) wird hauptsächlich von Wanderern genutzt. Das Stationsschild des Unterweghaltes ist in Fraktur geschrieben, der Bahnsteig ist von Gras überwuchert.